# Хара, Пётр Иванович
Пётр Иванович Хара (15 мая 1909, Старый Керменчик, Екатеринославская губерния, Российская империя — 17 ноября 1967, Киев, СССР) — советский лётчик-ас истребительной авиации отличившийся во время Гражданской войны в Испании, подполковник (30.10.1943).

## Биография
Родился 15 мая 1909 года (по новому стилю) в крестьянской семье. В 1927 году окончил 7 классов школы и сельхоз профшколу в 1930 году. В том же году поступил в Московский институт овцеводства. Член ВКП(б) с 1931 года. После окончания первого курса по партнабору был направлен на воинскую службу.
В РККА с 26 мая 1931 года, проходит обучение в качестве курсанта 1-й Качинской военной школы пилотов имени А. Ф. Мясникова. После окончания школы в августе 1932 года направлен в Белорусский военный округ и проходит службу на должностях: пилота 4-й истребительной авиационной эскадрильи, старшего летчика, командира звена в 107-й истребительной авиационной эскадрилье 83-й истребительной авиационной бригады. В ноябре 1935 года П. И. Хара совершил первый подвиг — посадил самолёт без выпущенных шасси. За спасение самолета в сложной обстановке был награждён именными золотыми часами с надписью: «Храброму лётчику от Наркома обороны К. Е. Ворошилова». Этому событию была посвящена статья в газете «Красная Звезда» от 16.11.1935.
С октября 1936 года по 26 июля 1937 года участвовал в национально-освободительной войне в Испании в качестве пилота истребителя И-16. Всего в Испании произвел 250 боевых вылетов, сбил 5 самолетов (3 лично и 2 в группе). По другим данным сбил 16 самолетов (5 лично и 11 — в составе звена). За боевые отличия в этой войне был награждён двумя орденами Красного Знамени.
После возвращения из Испании командовал отрядом 107-й истребительной авиационной эскадрильи до мая 1938 года. Затем, до октября 1938 года был помощником командира полка, и до августа 1939 года был инспектором по технике пилотирования бригады. В этом же месяце был назначен командиром 21-го истребительного авиационного полка.
Вечером 16 сентября 1939 года, при посадке на аэродром Болбасово, из-за плохой видимости, столкнулся с истребителем И-15 «испанца» дважды Героя Советского Союза майора С. И. Грицевца. При этом сам он был ранен, а Грицевец погиб.
После излечения в феврале 1940 года был отстранён от командования полком и назначен инспектором по технике пилотирования 60-го истребительного авиационного полка. На той же должности служил в 87-м истребительном авиационном полку Киевского военного округа до октября, затем переведен в Среднеазиатский военный округ в 167-й истребительный авиационный полк. С октября 1940 года по февраль 1941 года командовал эскадрильей, затем до августа 1941 года был помощником командира полка, после чего был назначен командиром 352-го истребительного авиационного полка.
Участвовал в Великой Отечественной войне с мая 1943 года. Первое время находился на боевой стажировке. С 15 июня 1944 года по 9 мая 1945 года уже вместе со своим передислоцированным полком в качестве его командира воевал на Центральном и 1-м Белорусском фронте. Участвовал в освобождении Белоруссии, с 24 по 30 июня 1944 года произвел 5 боевых вылетов, в том числе 2 — на штурмовку, во время которых уничтожил 1 паровоз и 3 автомашины. Всего весной-летом 1944 года произвел 22 боевых вылета. В составе 1-го Белорусского фронта участвовал в боях за Польшу и Германию, в январе-феврале 1945 года произвел 11 боевых вылетов. Летал на истребителях Як-7б, Як-3, Р-39 «Аэрокобра». Всего за время войны летчики полка под командованием Хары совершили 3569 боевых вылетов и уничтожили в воздушных боях и на вражеских аэродромах 64 самолёта противника.
После окончания войны продолжал командовать полком. 5 июля 1946 года подполковник Хара был уволен в запас.
Проживал в городе Киев. Работал начальником цеха на Киевском пивном заводе, начальником отдела кадров обувной фабрики.
Умер 17 ноября 1967 года. Похоронен на Лукьяновском воинском кладбище в Киеве.

## Награды
- Три ордена Красного Знамени (02.01.1937[1], 04.07.1937[1], 29.03.1945[2])
- Орден Александра Невского (06.07.1944)[3];
- Орден Красной Звезды (05.11.1946)[4];
- «Медаль «За боевые заслуги» (03.11.1944)[4]
- «Медаль «XX лет Рабоче-Крестьянской Красной Армии» (1938)[1];
- «Медаль «За Победу над Германией в Великой Отечественной войне 1941-1945 гг.» (24.09.1945)[5];
- «Медаль «За взятие Берлина» (1945)[1].
- «Медаль «За освобождение Варшавы» (1945)[1].
- Именные золотые часы (1935).

## Воинские звания
- Лейтенант (14.03.1936)
- Капитан (08.08.1937)
- Майор (04.09.1939)
- Подполковник (30.10.1943)

## Воздушные победы П. И. Хары
Точный подсчёт воздушных побед представляет значительные трудности, особенно в части боевых действий в Испании. Единого порядка учёта боевых побед не существовало.

В авиационных частях широко практиковалась запись в «общий котёл» — на счёт эскадрильи. — С. Абросов. Воздушная война в Испании. Хроника воздушных сражений 1936—1939 гг. — М.: Яуза, Эксмо, 2008.

### Список официальных воздушных побед (по М. Быкову)
| Список воздушных побед | Список воздушных побед | Список воздушных побед | Список воздушных побед | Список воздушных побед  |
| № п/п                  | Дата победы            | Тип самолёта           | Место победы           | Примечание              |
| ---------------------- | ---------------------- | ---------------------- | ---------------------- | ----------------------- |
| 1                      | 04.12.1936             | Junkers Ju 52          | Мадрид                 | лично                   |
| 2                      | 12.02.1937             | Heinkel He 51          | Мадрид                 | лично                   |
| 3                      | 16.02.1937             | Fiat CR.32             | Харама                 | в составе звена         |
| 4                      | 18.02.1937             | Fiat CR.32             | Мадрид                 | в паре с А. В. Минаевым |

## Память
Личные документы, фотографии, награды П. И. Хары экспонируются в мемориальном комплексе — Музее истории Украины во Второй мировой войне в Киеве.